# ان‌اچ‌اس‌تی
ان‌اچ‌اس‌تی (انگلیسی: NHST) شرکت رسانه‌ای نروژی است، که در سال ۱۸۸۹ تأسیس شد.